# 医薬品開発
医薬品開発（いやくひんかいはつ、英:drug development）とは、創薬を通じたリード化合物の特定を受け、新しい医薬品を市場に投入する一連の過程である。これには、微生物や動物を用いた前臨床試験(ぜんりんしょうしけん)や、ヒトを対象とした臨床試験を開始するための治験薬の規制当局への申請、さらにはその薬を市場に出すための新薬申請で規制当局の承認を得るというステップが含まれる。
コンセプトから始まり、実験室での前臨床試験、第I-III相試験を含む臨床試験開発、そして医薬品が承認されるまでの全プロセスは、通常10年以上かかる。

## ニューケミカルエンティティ (NCE) 開発
大まかに医薬品開発の過程は前臨床試験と臨床試験に分けられる。

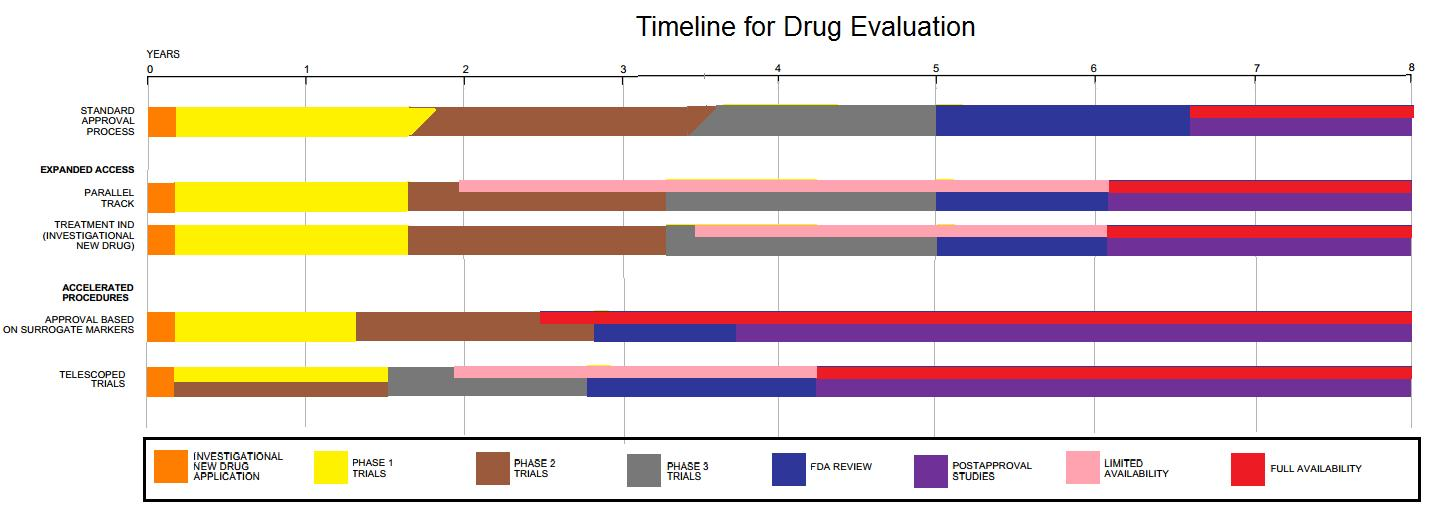
さまざまな医薬品承認トラックと研究段階を示すタイムライン

### 前臨床試験
ニューケミカルエンティティ (NCE; 新規化学物質とも) は、創薬研究で見出された化合物である。この段階におけるNCEは疾病において重要と考えられている生物学的標的に対して活性を有すると思われているが、ヒトにおいてそのNCEが毒性学、薬物動態学や代謝などの学問において、安全性についての知見はそのいくらかが知られているにすぎない。医薬品開発において、ヒトでの臨床試験に先立って成す事は、これら安全性に関する全ての指標を見極めることである。それ以上に重要な目標はNCEが最初の臨床試験 (「第I相試験」).で使用される際に推奨される用量や投薬間隔を決めることである。
加えて、医薬品開発ではNCEの化学的純度、安定性、溶解性などの物理化学的性質を明確にすることも求められる。この過程において化学物質は様々な製法上の最適化を施される。たとえば創薬段階で合成化学者が実験台でミリグラム規模で合成したものは、医薬品として生産する場面では キログラムやトン単位で製造される。さらにカプセル剤, 錠剤, スプレー剤, 筋内注射、皮下注射あるいは点滴静脈注射などの製剤された状態での安定性試験が施される。この一連の過程は前臨床開発ではCMC〈Chemistry, Manufacturing and Control.〉と呼ばれている。
医薬品開発はいくつもの観点、それは法規制や新薬承認審査の基準で安全性について検証される。一般には、ヒトでの臨床試験に先立って新規化合物の主要な毒性を見極めるために、幾つもの検査や試験が計画される。主要な臓器に対する毒性（心臓、肺、脳、腎臓、肝臓、消化器系に対する影響）を見積もることが法律により求められている。それと同様に他の組織（たとえば投薬により皮膚に分布するのであれば皮膚）に対しても薬剤がどのような影響があるかも見積もられる。これらの試験は In vitro試験（たとえば培養細胞に対する試験）でも行われるが、いくつかの試験は動物実験で行われる。そして、複雑な代謝や薬剤にさらされた際の毒性は直接臓器にたいして試験を実施することもある。
この前臨床試験で得られた情報やCMCに関する情報をもとに、規制当局 (米国ではFDA) に治験薬 (Investigational New Drug; IND) 申請として提出される。INDが承認されると、開発は臨床試験に移行する。

### 臨床試験
臨床試験には3つ (または国、当局により4つ) のステップが含まれる。
- 第I相試験では、通常、健康なボランティアを対象として安全性と投与量を決定する。
- 第II相試験では、NCEが対象とする疾患を有する少数の患者を対象に、有効性の初期評価を行い、安全性をさらに検討する。
- 第III相試験は、十分な数の対象疾患の患者を対象とした安全性と有効性を判断するための大規模な予備臨床試験である。
- 第IV相試験は、承認後の試験で、米国FDAから付託された条件となることもあり、製造販売後調査とも呼ばれている。

臨床試験が始まるまで、NCEに関する医薬品開発のプロセスは停止しない。新薬候補が第I相試験に移る為に、更なる試験が要求される。たとえば、長期毒性、遺伝毒性が無い保障は重要である。同様にそれより前には調査しなかった生体システム〈周産期、生殖器、免疫〉なども同様に試験される。
化合物がこれらの試験に対して毒性や安全性の特性について受け入れ可能な成績であり、臨床試験において期待される効果を示すことが認められるならは、それを販売する様々な国で販売承認申請の手続きがなされる。アメリカではこの段階を NDA (New Drug Application; 新薬承認申請) と呼ぶ。
ほとんどの新薬候補は、許容できない毒性があったり、あるいは第II-III相臨床試験で対象疾患に対する有効性が証明できないために、医薬品開発中に失敗している。医薬品開発プログラムの批判的レビューによると、第II-III相臨床試験が失敗する主な理由は、未知の毒性副作用（第II相心臓病学試験の50%が失敗）、不十分な資金調達、試験設計の弱点、または試験実行の不備である。
1980-90年代の臨床研究を対象とした調査によると、第I相試験を開始した医薬品候補のうち、最終的に販売が承認されたのはわずか21.5％であった。2006-2015年の期間では、第I相試験から第III相試験の成功までの承認取得率は平均10%未満で、特にワクチンで16%であった。医薬品開発に伴う高い失敗率は「損耗率（attrition rate）」と呼ばれ、費用のかかる失敗を避けるために、医薬品開発の初期段階でプロジェクトを「中止」する決定を下す必要がある。

## 費用
2010年のある研究では、1つの新薬を上市するために必要な費用は、資本金で約18億米ドル(約1,900億円)、自己負担額で約8億7000万米ドル(約920億円)と評価されている。10種類の抗がん剤開発のための2015-16年の臨床試験の費用中央値は6億4800万米ドル(685億円)であった。2017年には、すべての臨床適応症にわたる予備臨床試験の費用中央値は1,900万ドル(20億円)だった。
臨床研究の各段階の平均費用（2013年ドル換算）は、第I相安全性試験が2,500万ドル、第II相無作為化対照有効性試験が5,900万ドル、既存の承認薬との同等性または優位性を実証するピボタル第III相試験が2億5,500万ドル、最高で3億4,500万ドルになる可能性があった。2015-2016年の感染症治療薬候補に対するピボタル第III相試験の実施に要した平均費用は2,200万ドルであった。
日本の団体が調べたものだと、製薬協のデータがあり、日本の製薬企業のうち売上高上位10社の平均研究開発費用は、2002年で588億円、2010年では1,262億円、という概算となった。
新薬（すなわち新規化学物質）の発見から臨床試験を経て承認に至るまで、市場に投入するための全費用は複雑であり、議論の余地がある。2016年に行われた、臨床試験を通じて評価された106の医薬品候補のレビューでは、第III相臨床試験が成功して承認された医薬品を持つ製造者の総資本支出は26億ドル（2013年ドル換算）で、年率8.5%で増加している。2003-2013年にかけて、8-13種類の医薬品の承認を受けた企業では、医薬品1つあたりの費用は55億ドルに上る可能性がある。これは主に、マーケティングのための国際的な地理的拡大や、継続的な安全性監視のための第IV相試験 (en:英語版) の維持費用に起因している。
従来の医薬品開発に代わるものとして、学術界、政府、製薬業界が協力して、資源を最適化するという取り組みがある。医薬品共同開発イニシアチブの例として、SARS-CoV-2を治療するための、特許権非付与の経口抗ウイルス薬の開発を目的に、2020年3月に発足した国際的オープンサイエンス・プロジェクトCOVID Moonshotがあげられる。

## 評価
医薬品開発プロジェクトの性質は、高い労働移動率、多額の設備投資、長いタイムラインに特徴づけられている。このため、そのようなプロジェクトや企業の評価は困難な作業となっている。すべての評価方法がこれらの特殊性に対応できるわけではない。最も一般的に使用される評価方法は、リスク調整正味現在価値 (rNPV)、決定木、リアルオプション、または比較法 (英語版) である。
最も重要な価値向上要因は、使用される資本費用や割引率、持続期間、成功率および費用のようなフェーズ属性、および商品の費用およびマーケティングおよび販売費を含む販売予測である。管理の質や技術の新しさなど、客観性の低い側面は、キャッシュフローの見積もりに反映されるべきである。

## 成功率
病気を治療する新薬候補は、理論的に5,000～10,000種類の化合物が挙げられる。平均して、これらのうち約250の化合物は、実験室での試験、マウスや他の試験動物を用いたさらなる評価に適する可能性がある。通常、これらのうち約10種類の化合物は、ヒトを対象とした試験に適している。タフツ医薬品開発研究センター (英語版) が1980年代から1990年代にかけて実施した研究では、第I相試験を開始した薬剤のうち、最終的に上市が承認されたのは21.5%に過ぎないことが明らかになっている。2006年から2015年までの期間では、成功率は9.6%であった。医薬品開発に伴う失敗率の高さは「脱落率」問題と呼ばれている。薬剤開発中の慎重な意思決定は、費用のかかる失敗を避けるために不可欠である。多くの場合、インテリジェントなプログラムや臨床試験の設計により、偽陰性の結果を防ぐことができる。適切に設計された用量設定試験や、プラセボとゴールドスタンダード治療群の両方との比較は、信頼性の高いデータを達成する上で重要な役割を果たす。

## コンピューティングの取り組み
新しい取り組みとして、欧州革新的医薬品イニシアティブのような、政府機関と産業界との連携があげられる。米国食品医薬品局は、医薬品開発の改革を促進するために「クリティカル・パス・イニシアチブ」を創設し、医薬品候補が重篤な疾患の治療を大幅に改善する可能性があることを予備的な臨床証拠が示している場合、その開発と規制審査を迅速化するために「画期的治療薬」の指定を定めた。
2020年3月、米国エネルギー省、米国国立科学財団、NASA、産業界、および9つの大学が資源を負担し、IBMのスーパーコンピューターと、ヒューレット・パッカード・エンタープライズ、Amazon、Microsoft、Googleのクラウドコンピューティングリソースを組み合わせて創薬を行った。また、COVID-19ハイパフォーマンス・コンピューティング・コンソーシアムは、COVID-19ワクチンや治療法を設計するために、病気の蔓延を予測し、可能なワクチンをモデル化し、何千もの化学物質をスクリーニングすることを目指している。2020年5月、スクリプス研究所とIBMのWorld Community GridによるOpenPandemics - COVID-19パートナーシップが開始された。このパートナーシップは、「COVID-19の治療薬として見込みのある特定の化学物質の有効性を予測するために、多くの家庭用PCが接続されたバックグラウンドでシミュレーション実験を自動的に実行する」、分散コンピューティングプロジェクトである。